# Sima Hui
Sima Hui (fin du IIe siècle – début du IIIe siècle ?) (chinois traditionnel : 司馬徽, chinois simplifié : 司马徽) était un tuteur taoïste chinois de l’époque de la fin de la dynastie Han qui forma plusieurs stratèges et officiers éminents de cette époque et de l’époque des Trois Royaumes. Son prénom social était Decao (德操) et son pseudonyme (hao 號) était Shuijing (水鏡, « Reflet de l’eau »). Comme de nombreuses personnalités de son époque, il fut immortalisé dans le roman des Trois Royaumes de Luo Guanzhong où il apparaît comme un ermite mystérieux.

## Biographie historique
Dans les chroniques historiques (Chroniques des Trois Royaumes) Sima Hui fait des apparitions éparses dans les biographies de plusieurs personnalités, principalement dans leur enfance.
Sima Hui vient de Yingchuan. Il est décrit comme étant pur et élégant et sachant dépeindre les gens comme ils sont, tel le ferrait un miroir.
Alors qu’il passe du côté de Xiangyang et commence à cueillir des mûres du haut d’un mûrier, un jeune garçon, Pang Tong, commence à lui parler. Ce dernier passe pour être simplet mais après une discussion qui dura du lever du jour à la tombée de la nuit, Sima Hui se convainc qu’il existe un véritable talent chez Pang Tong et se propose de lui servir de tuteur jusqu’à ce que celui-ci devienne mandarin à Nanzhou.
Selon le Xiangyang Ji, Sima Hui éprouve un respect particulier pour Pang Degong, l’oncle de Pang Tong, de dix ans son aîné. Il l’appelle Pang-gong (gong signifiant « seigneur »), ce qui conduisait les gens à croire qu’il s’agissait du véritable nom de Pang Degong. Sima Hui trouve en lui un modèle pour ses élèves et annonce : « Degong connaît bien les hommes, voilà une vertu véritable. » Pang Degong donne à Sima Hui son surnom de « Reflet de l’eau », à Zhuge Liang celui de « Dragon tapi » et à Pang Tong celui de « Jeune Phœnix ».
Toujours selon le Xiangyang Ji, Liu Bei fait plus tard la rencontre de Sima Hui et lui demande de parler des affaires du monde. Sima Hui lui répond : « Comment un vulgaire lettré comme moi pourrait-il savoir quoi que ce soit des affaires du monde ? Seuls les véritables génies héroïques sont à même d’en discourir. Ceux de cette époque sont le Dragon Tapi et le Jeune Phœnix. »
Au cours d’une pièce de théâtre, Sima Hui fait également la rencontre de Liu Yi, futur mandarin au service du royaume de Wei, lorsque celui-ci a dix ans. Il lui caresse la tête en disant : « Mon enfant ! Mon enfant ! Ne connais-tu pas l'expression Huang zhong tong li ? »
Au cours de sa carrière, Sima Hui enseigna à plusieurs élèves, dont : les stratèges Zhuge Liang et Pang Tong ; le ministre Li Zhuan ; l’officier Xiang Lang ; le conseiller militaire Xu Shu ; Lin Mo, le tuteur de l’empereur Liu Shan ; le tacticien Han Song et Song Zhong.